# Macromia urania
Macromia urania là một loài chuồn chuồn ngô thuộc họ Corduliidae được tìm thấy ở Trung Quốc, Hồng Kông, Nhật Bản, Đài Loan, và Việt Nam. Môi trường sống tự nhiên của nó là các con sông, nơi nó bị đe dọa mất môi trường sống.